# Jozef Murgaš

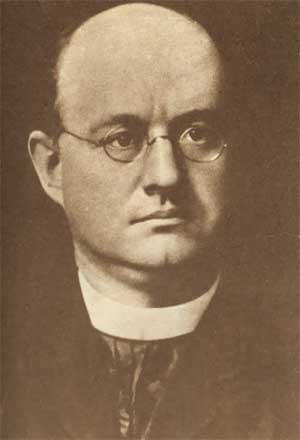
Jozef Murgaš

Jozef Murgaš (englisch Joseph Murgas) (* 17. Februar 1864 in Jabríková, Kaisertum Österreich, heute Teil von Tajov, Slowakei; † 11. Mai 1929 in Wilkes-Barre, Pennsylvania, Vereinigte Staaten) war ein slowakischer Priester, Maler, Erfinder und Pionier der drahtlosen Kommunikation.

## Leben
Murgaš studierte am Gymnasium von Neusohl, sein Hauptinteresse war aber Malerei. Dann studierte er 1880–82 Theologie in Pressburg, 1882–84 in Esztergom. 1888 wurde er zum Priester geweiht. 1889–90 studierte er Malerei in Budapest und 1890–1894 in München. 1896 ließ er sich wegen anhaltenden Konflikten mit dem Sekretär seines Bischofs in die Vereinigten Staaten versetzen. In der Stadt Wilkes-Barre (Pennsylvania) wurde er Seelsorger der dortigen slowakischen katholischen Gemeinde. Er gründete für die ansässigen 300 slowakischen Familien eine Schule, Bücherei, Turnhalle und Kirche und entwickelte sein schon seit der Zeit des Seminars in Esztergom bestehendes Interesse in der Elektrotechnik.
Am 2. Oktober 1903 beantragte Murgaš bei dem Patentamt einige Patente, die ihm am 10. Mai 1904 erteilt wurden, vor allem die folgenden zwei: „Apparat für drahtlose Telegraphie“ (Apparatus for wireless telegraphy) und „Weise der Nachrichtenübertragung durch drahtlose Telegraphie“ (Method of communicating intelligence by wireless telegraphy). Daneben wurden ihm auch elf weitere Patente erteilt (siehe Abschnitt Patente).
Sein größter Erfolg war jedoch die erste erfolgreiche drahtlose Übertragung der Stimme. Diese erfolgte am 27. April 1905 zwischen den Städten Wilkes-Barre und Scranton über eine Entfernung von 30 km.
Während des Ersten Weltkriegs setzte er sich für die Gründung des tschechoslowakischen Staates und unterzeichnete 1918 auch das Pittsburgher Abkommen. Nach der Rückkehr in die Slowakei im Jahr 1920 wollte er dort bleiben und Elektrotechnik lehren. Dies wurde ihm aber verweigert, weshalb er in die Vereinigten Staaten zurückkehrte, wo er auch 1929 starb.
Murgaš war auch ein Sammler: seine Sammlung von Pilzen, Mineralen, Pflanzen und Insekten umfasste etwa 9.000 Exemplare.
Jozef Murgaš verstarb im Mai 1929 in  Wilkes-Barre, Pennsylvania, Vereinigte Staaten im Alter von 65 Jahren.  Der Asteroid (26639) Murgaš wurde nach ihm benannt.

## Patente
- Apparat für drahtlose Telegraphie (engl. Apparatus for wireless telegraphy, Link: U.S. Patent 759,825, 1904)
- Weise der Nachrichtenübertragung durch drahtlose Telegraphie (Method of communicating intelligence by wireless telegraphy, U.S. Patent 759,826, 1904)
- Wellenmesser (Wave-meter, U.S. Patent 848,675, 1907)
- Elektrischer Transformator (Electric transformer, U.S. Patent 848,676, 1907)
- Einrichtung von Antennen für drahtlose Telegraphie (Constructing antennae of wireless telegraphy, U.S. Patent 860,051, 1907)
- Weise für Strahlung elektromagnetischen Wellen (Means for producing electromagnetic waves, U.S. Patent 876,383, 1908)
- Drahtlose Telegraphie (Wireless telegraphy, U.S. Patent 915,993, 1909)
- Drahtlose Telegraphie (Wireless telegraphy, U.S. Patent 917,103, 1909)
- Detektor der magnetischen Wellen (Magnetic-wave detector, U.S. Patent 917,104, 1909)
- Detektor (Detector, U.S. Patent 930,780, 1909)
- Apparat zur Herstellung elektrischer Oszillationen (Apparatus for producing electric oscillations, U.S. Patent 1,001,975, 1911)
- Angelrutewinde (Casting-reel, U.S. Patent 1,024,379, 1912)
- Weise und Apparat zur Herstellung elektrischer Oszillationen vom Wechselstrom (Method of and apparatus for producing electric oscillation from alternating currents, U.S. Patent 1,196,969, 1917)